# Франсуа Бонівар
Франсуа́ Боніва́р (фр. François Bonivard; *1493 — †1570) — національний герой Швейцарії, автор хроніки міста Женева. Відіграв значну роль у боротьбі міста Женеви за свою незалежність проти савойського герцога Карло III, за наказом якого Бонівар був ув'язнений 1530—1536 у Шильйонському замку. Цю подію Джордж Байрон поклав в основу сюжету своєї поеми «Шильйонський в'язень».